# Österporthallen
Österporthallen var en inomhusarena i Ystad som blev färdig 1974. Hallen invigdes med en landskamp mellan Sverige och Danmark i februari 1974. Där spelade sen bland annat de två handbollslagen, Ystads IF och IFK Ystad sina hemmamatcher.
Det var egentligen två hallar och den större gav plats åt cirka 2 400 åskådare. I angränsande utrymmen utövades bland annat bordtennis, kraftsport och bowling. Även evenemang utanför idrotten som konserter och utställningar har ägt rum.
Österporthallen revs 2016 och ersattes av den nya Ystad Arena. Samtidigt byggdes ett nytt familjebadhus. Det blev den politiska ledningen för arenan överens om den 8 november 2011. Prislappen för hela projektet var nästan 480 miljoner kronor. Först byggdes den nya arenan och sedan revs Österporthallen. I december 2015 tog Ystad farväl av Österporthallen med en vänskapsmatch mellan Ystads IF och IFK Ystad där många av Ystads många handbollsstjärnor medverkade. Efter matchen kunde man köpa en stol, målen såldes, och så vidare.